# Aphylla barbata
Aphylla barbata е вид водно конче от семейство Gomphidae.

## Разпространение
Видът е разпространен в Бразилия.